# زیوگما (کوماژن)
زیوگما (به یونانی:Ζεῦγμα؛ لاتین: Zeugma) یک محوطهٔ باستانی در کوماژن باستان در استان غازی عینتاب ترکیه امروزی است. معنای نام این شهر، پل شناور است که بدلیل پل شناوری که از روی فرات رد میشده، به این نام خوانده شده است.

## تاریخچه
زیوگما در سال ۳۰۰ ق.م. توسط سلوکوس اول تاسیس شد و سپس به انضمام امپراتوری روم درآمد. زیوگما بر سر مسیر جاده ابریشم قرار داشت. در سده های اخیر این شهر باستانی بیشتر به دلیل کشف موزاییکهای دورهٔ رومی است. این شهر در سال ۲۵۶ بعد از میلاد از سوی شاپور اول مورد تهاجم قرار گرفت و به‌طور کلی نابود شد، علاوه بر تاخت‌وتاز، زلزله‌ای بسیار عظیم نیز خرابه‌های شهر را از بین برد و شهر هرگز دوباره به حالت اول باز نگشت.